# 連帯責任
連帯責任（れんたいせきにん、英: Joint and several liability）とは、同一債務について複数の者が連帯して責任を負うことをいう。

## 日本法
日本の民法では民法第719条などに連帯責任を負うとする規定がある。
民法第719条1項（共同不法行為者の責任）
数人が共同の不法行為によって他人に損害を加えたときは、各自が連帯してその損害を賠償する責任を負う。共同行為者のうちいずれの者がその損害を加えたかを知ることができないときも、同様とする。

## 英米法
英米法上の連帯責任（Joint and several liability）も複数債務者が同一債務について一体的に責任を負うことをいう。各債務者は債権者に対して比例配分割合ではなく全責任を負う。
契約上、2名以上の者が共同かつ各自個別的にも債務全部の責任を負担するという形態を連帯契約（Joint and several contract）という。